# Torneo de San Petersburgo 2017
El St. Petersburg Open 2017 fue un torneo de tenis. Pertenece al ATP Tour 2017 en la categoría ATP World Tour 250. El torneo tuvo lugar en la ciudad de San Petersburgo, Rusia, desde el 18 al 24 de septiembre de 2017 sobre canchas duras bajo techo.

## Distribución de puntos
| Modalidad            | Campeón | Finalista | Semifinales | Cuartos de final | 2ª ronda | 1ª ronda | Clasificados | 2ª ronda de clasificación | 1ª ronda de clasificación |
| Individual masculino | 250     | 165       | 100         | 50               | 25       | 0        | 13           | 7                         | 0                         |
| Dobles masculino     | 250     | 150       | 90          | 45               | 20       | 0        | -            | -                         | -                         |

## Cabezas de serie

### Individuales masculino
| Tenista               | Ranking | Preclasificado |
| Roberto Bautista      | 13      | 1              |
| Jo-Wilfried Tsonga    | 18      | 2              |
| Fabio Fognini         | 29      | 3              |
| Adrian Mannarino      | 31      | 4              |
| Philipp Kohlschreiber | 34      | 5              |
| Paolo Lorenzi         | 38      | 6              |
| Viktor Troicki        | 47      | 7              |
| Jan-Lennard Struff    | 54      | 8              |

- Ranking del 11 de septiembre de 2017.

### Dobles masculino
| Tenista                            | Ranking | Preclasificado |
| Julio Peralta Horacio Zeballos     | 69      | 1              |
| Nicholas Monroe John-Patrick Smith | 85      | 2              |
| Dominic Inglot Daniel Nestor       | 93      | 3              |
| Marcus Daniell Marcelo Demoliner   | 96      | 4              |

## Campeones

### Individual masculino
Damir Džumhur venció a  Fabio Fognini por 3-6, 6-4, 6-2

### Dobles masculino
Roman Jebavý /  Matwé Middelkoop vencieron a  Julio Peralta /  Horacio Zeballos por 6-4, 6-4